# Строгови
«Строгови» (рос. «Строговы») — радянський восьмисерійний драматичний телевізійний художній фільм, знятий у 1976 році режисером Володимиром Венгеровим за однойменним романом Георгія Маркова на кіностудії «Ленфільм».
Фільм має продовження під назвою «Сіль землі» (1978), а також «Прийдешньому віку» (1985).

## Сюжет
Ще в кінці XIX століття поблизу далекого тайгового села Вовчі Нори купець Голованов завів кілька пасік. На одну з них він ставить на господарство селянина Захара Строгова (Медветський) з дружиною Агафією (Арініна). З ними живе дорослий син Матвій Строгов (Борисов) і Анна (Зайцева), його молода дружина. Під час полювання Матвій зі своїм дядьком, дідом Фішкою (Новиков) знаходять труп старателя, а з ним — кілька невеликих золотих самородків. Дід Фішка, не бажаючи брати на душу гріх крадіжки, відправляє Матвія із знахідкою в повіт до урядника. Однак, влада не вірять цій розповіді і затримує їх обидвох на кілька тижнів для проведення дізнання. Слідчий, в деталях розпитавши про місце, де було знайдено труп, і не знайшовши за Строговим провини, випустив їх. Анна народжує сина, наступної весни Матвія забирають в солдати.
Слідчий з повіту, який допитував Матвія, разом з компаньйоном організовує невелику експедицію для пошуків золотої жили в місцях самогубства старателя. Показувати їм дорогу підряджається Степан Зимовський, що живе окремо зі своєю дружиною недалеко від пасіки Строгових. Зрозумівши мету приїзду гостей з міста, Степан заводить їх у болотяну твань. Слідчий з компаньйоном гинуть, Зимовський поргрожує супроводжуючим їх мужикам, в минулому каторжанам, звалити всю провину на них. Ті зображують покірність, але вночі біжать від Степана в тайгу, запаливши перед цим його будинок. Свідком підпалу став дід Фішка. Відслуживши п'ять років, додому повертається Матвій. У їхній будинок на пасіці проситься на постій незнайомець, Тарас Бєляєв, нібито гірничий інженер, який приїхав у відпустку. Матвій тягнеться до освіченого городянина, поступово у них складається міцна дружба. Під час ведмежого полювання на барлозі звір напав на Матвія, але Тарас кількома пострілами з револьвера вбив тварину. Він зізнався пораненому Матвію, що є політкаторжанином, який втік. Бєляєв повертається в місто, але там його заарештовує поліція. Матвій за посередництва молодшого брата Власа Строгова влаштовується у в'язницю наглядачем, щоб допомагати Тарасу тримати зв'язок з революційним підпіллям.
Анна Строгова, не порозумівшись з батьками чоловіка, їде в село до матері. Там до неї проявляє увагу Дем'ян Штичков, багато років закоханий в цю жінку. Він пропонує їй розлучитися з чоловіком, але та відмовляє і їде в місто. Матвій активно допомагає Тарасу Бєляєву, знайомиться з іншими революціонерами. У Строгових народжується другий син. Починається Російсько-японська війна, всіх молодих чоловіків забирають в солдати. Дем'ян Штичков, позичаючи односельчанам зерно на грабіжницьких умовах і не маючи гідної відсічі від старих і жінок, заганяє в кабалу майже все село.

## У ролях
- Борис Борисов —  Матвій Захарович Строгов
- Людмила Зайцева —  Анна Строгова
- Герман Новиков —  дід Фішка
- Сергій Медведський —  Захар Строгов, батько Матвія
- Людмила Арініна —  Агафія Строгова, мати Матвія
- Валерій Баринов —  Влас Строгов
- Адольф Ільїн —  Євдоким Юткін
- Майя Булгакова —  Марфа Юткіна
- Віктор Павлов —  Дем'ян Штичков
- Гелій Сисоєв —  Антон Топілкін
- Віктор Трегубович —  Степан Зимовський
- Рита Гладунко —  Василиса
- Леонід Неведомський —  Голованов
- Валерій Кравченко —  Тимофій Зальотний
- Валерій Анісімов —  Бєляєв, революціонер
- Олександр Хочинський —  Соколовський, революціонер
- Людмила Коршакова —  Ольга Львівна
- Людмила Гурченко —  Капітоліна, революціонерка
- Лариса Буркова —  Устина П'янкова
- Борис Чирков —  Єгор, кум
- Ігор Дмитрієв —  Прибиткін, слідчий
- Олексій Кожевников —  інженер
- Віктор Чайников —  дід Платон
- Сергій Голубєв —  Іван Топілкін
- Павло Первушин —  дід Личок
- Наталія Бражникова —  Устинька
- Аркадій Трусов —  староста
- Таня Говорова —  Ксюша Бакуліна
- Євген Котов —  Парфен Бакулін
- Юрій Башков —  Солонтай Бакулін
- Анатолій Подшивалов —  Савелій Бакулін
- Олександр Москвін —  Мартин Горбачов
- Олександр Ільїн —  Калістрат Зотов  (роль озвучив  Ігор Єфімов)
- Володимир Еренберг —  Аукенберг
- Олег Бєлов —  Хлюпочкін, урядник
- Дмитро Бессонов —  прокурор
- Йосип Конопацький —  Єлісєєв
- Георгій Штиль —  Адамов, розпорядник по земельних справах
- Фелікс Ведерников —  Дениска Юткін
- Данилка Долинов —  епізод
- Андрій Брусніцин —  Артемка
- Олексій Плавинський —  Артем
- Олександр Жданов —  Максим
- Олександр Афанасьєв —  Дубровін
- Віра Кузнєцова — Дубровіна
- Тетяна Куліш —  Маня Дубровіна
- Вікторія Смоленська —  Дуня
- Валентина Пугачова —  Зотиха
- Борис Льоскін —  штабс-капітан
- Ольга Малозьомова —  Адамівна, сваха
- Булат Окуджава —  офіцер
- Анатолій Семенов —  Краюхін, комісар
- Віктор Боков —  старий солдат-балалаєчник
- Микола Сизов —  становий пристав
- Анна Кукушкіна —  Маринка
- Міхал Мітін —  Тихон Чорний

## Знімальна група
- Сценарій —  Георгій Марков,  Едуард Шим,  Володимир Венгеров
- Постановка —  Володимир Венгеров
- Головні оператори —  Лев Колганов,  Едуард Розовський
- Головний художник —  Віктор Волін
- Композитор —  Ісаак Шварц